# Jean Pierre Duport
Jean Pierre Duport (París, Illa de França, 27 de novembre de 1741 - Berlín, Alemanya, 31 de desembre de 1818) fou un violoncel·lista i compositor francès.
Anomenat Duport le grande, perquè era el germà gran del cèlebre violoncel·lista, Jean Louis Duport (1749-1819) al qual va donar les primeres lliçons d'aquest instrument. Ell n'havia rebut de Martin Berteau (1700-1770), adquirint ben aviat gran notorietat.
El príncep Conti l'agregà a la seva música particular fins al 1769, època en què Duport es traslladà a Anglaterra. Després passà a Espanya i més tard a Prússia, on va contar entre altres alumnes amb el polonès Johann Georg Rauppe, i on i va romandre definitivament. Allà fou primer violoncel·lista de la capella del rei Frederic II, i professor del príncep reial (més tard Frederic Guillem II) i per acabar, superintendent dels concerts de la cort.
Publicà: Tres duos per a violoncel (París), sis sonates per a violoncel i baix (Amsterdam i Berlín, 1788), etc.